# Dentista

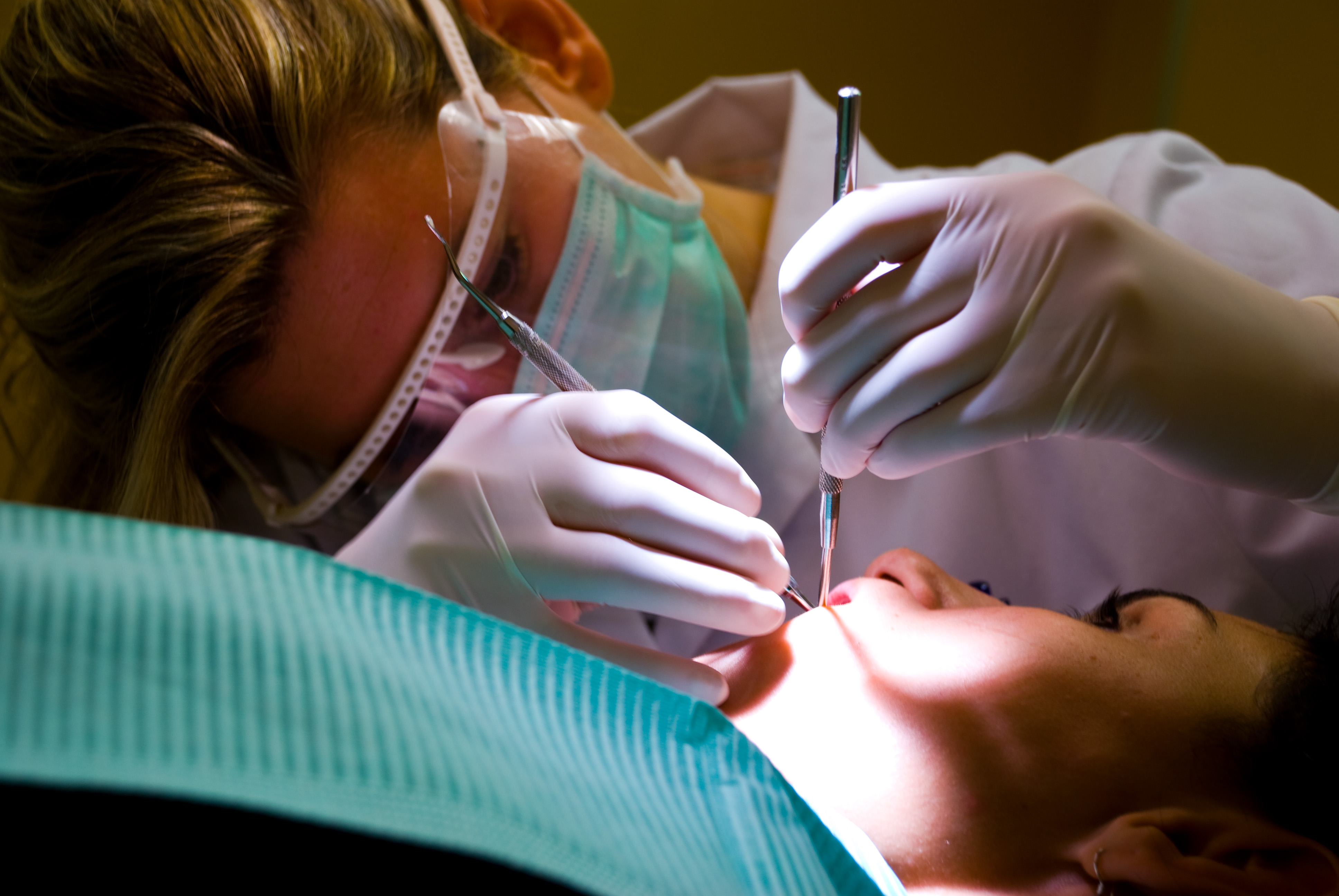
Un dentista en el trabajo

El dentista (sinónimo de odontólogo ) es el médico especializado en la prevención, diagnóstico y tratamiento de enfermedades de la boca, los dientes y las estructuras circundantes, como las encías y la mandíbula. Su campo de práctica incluye el tratamiento de la caries, la cirugía oral, la implantología, la ortodoncia, la periodontología y el tratamiento de enfermedades bucales. El dentista también se ocupa de la prevención, dando consejos sobre higiene bucal y alimentación para mantener su salud bucodental. La formación del dentista incluye un máster en Odontología y Prótesis Dental, a menudo seguido de períodos de especialización o de actualización profesional.

## Características
Se ocupa de la prevención, diagnóstico y terapia, tanto médica como quirúrgica, de las enfermedades y anomalías de la cavidad bucal y de los órganos y tejidos relacionados. El objeto de la profesión del dentista es también la posible rehabilitación protésica de las arcadas dentales.
Higienistas dentales, mecánicos dentistas y otros profesionales ayudan al dentista.

## Historia

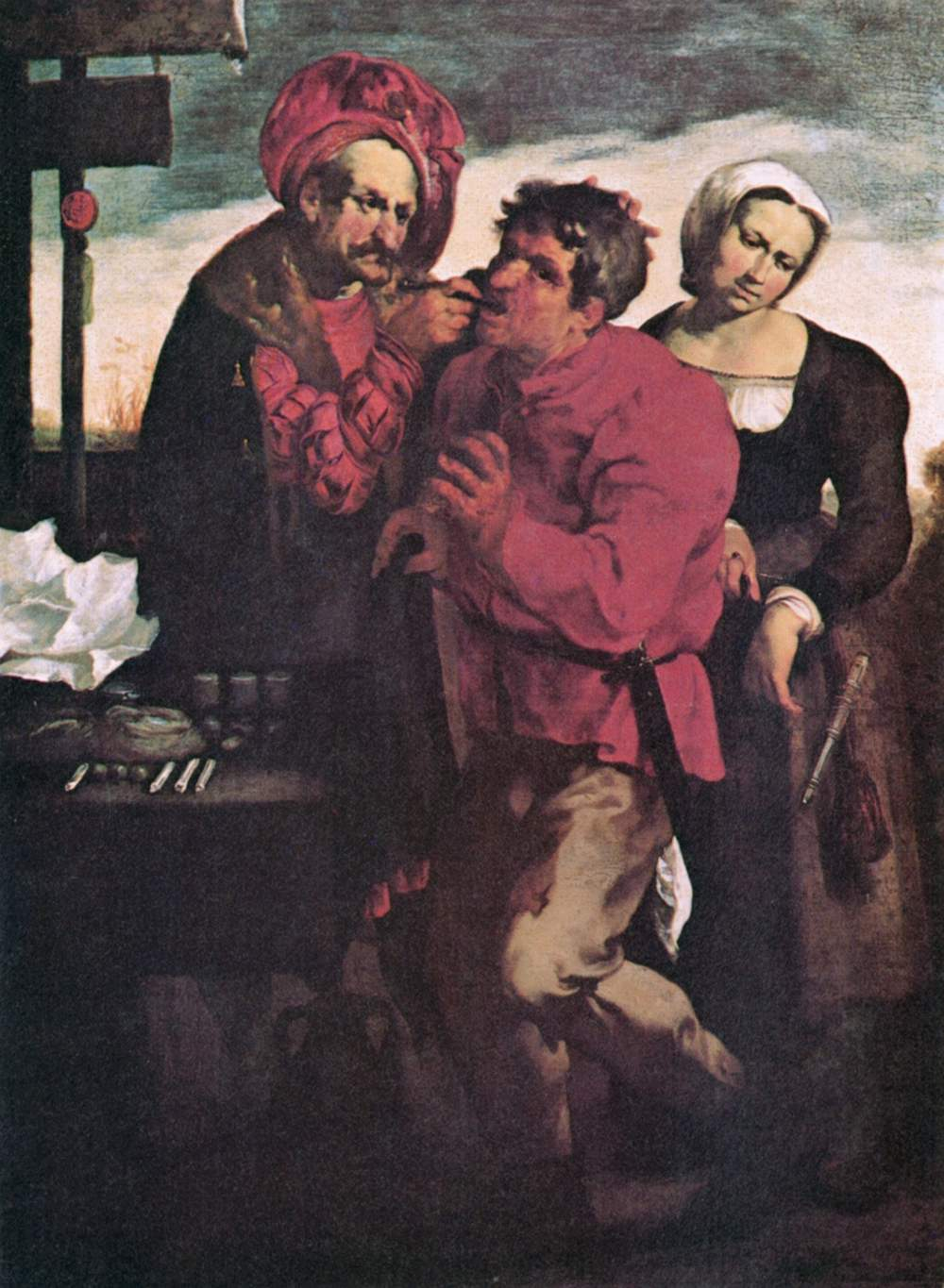
Meisterwerke der Malerei (el arrancador de muelas) de Johann Liss (1616-1617)

### Edad Antigua
Un estudio de 2017 sugiere que los primeros instrumentos dentales rudimentarios estaban en uso ya en la época de Neandertal (hace unos 130.000 años).
La incidencia de la caries dental en las civilizaciones pre-agrícolas era todavía muy baja, hace sólo 10.000 años, de hecho, con la expansión de la agricultura, se produjo un aumento significativo del número de individuos afectados por esta enfermedad.
De hecho, los estudios sobre hallazgos arqueológicos parecen demostrar la existencia de tratamientos dentales ya en tiempos prehistóricos ; de hecho, se plantea la hipótesis de que el cazador de Val Rosna, un hombre que vivió hace 12.000 años, fue sometido a un tratamiento dental por caries. El 'tratamiento' se produjo mediante el uso de un palo de hueso con punta de sílex microlítica, que permitía cuidar y limpiar el agujero; esto se ensanchó y se plantea la hipótesis de que se utilizaba cera de abejas o propóleos para cerrarlo.
Otros estudios sobre la civilización del valle del Indo también han proporcionado pruebas de tratamientos dentales practicados en el año 7000 a. C. En particular, los hallazgos pertenecientes al yacimiento neolítico de Mehrgarh sugieren que estos tratamientos primordiales eran practicados por expertos artesanos de perlas y joyas, y que incluían el uso de taladros de arco para tratar los dientes.
En Eslovenia se descubrió un antiguo empaste dental, hecho de cera de abejas, que se remonta a 6.500 años. Un texto antiguo sumerio, sin embargo, identifica un gusano dental como la causa de la caries.
También se han encontrado pruebas de esta creencia en las culturas de los pueblos de la antigua India, Egipto, Japón y China, tanto es así que, hasta el siglo XIV d. C., el cirujano Guy de Chauliac todavía promovió la creencia de que los gusanos eran los causa de la caries. Los remedios para el dolor de muelas, la infección y la movilidad de los dientes están muy extendidos por todo el papiro Ebers, el papiro Kahun, el papiro Brugsch y el papiro Hearst, que se remontan al antiguo Egipto. El papiro de Edwin Smith, escrito en el siglo XVII a. C., que refleja en parte manuscritos anteriores que se remontan al 3000 aC, ilustra el tratamiento de las luxaciones mandibulares y las fracturas de los huesos de la mandíbula. En el siglo XVIII a. C., el Código de Hammurabi se refiere dos veces a la extracción de dientes, concebida en la época como castigo. El análisis de los restos de algunos antiguos egipcios y grecorromanos revela los primeros contornos de prótesis dentales. Sin embargo, es plausible que las prótesis se hicieran sólo después de la muerte del individuo, por razones puramente estéticas. Hipócrates y Aristóteles escribieron sobre la odontología, describiendo la secuencia de la erupción dental, tratando los dientes deteriorados y la enfermedad periodontal, extrayendo los dientes con pinzas y utilizando alambres para estabilizar los dientes sueltos y los huesos fracturados. En el antiguo Egipto, el médico Hesyra fue considerado oficialmente el primer dentista.
El escritor y médico romano Aulus Cornelius Celsus trató, en su famoso compendio "De Medicina", las enfermedades bucales y los remedios dentales, como los emolientes y astringentes que contienen narcóticos. Las amalgamas dentales fueron mencionadas por primera vez en un texto médico de la dinastía Tang, escrito por el médico chino Su Kung en el año 659, y se descubrieron en Alemania en 1528. Al. Edad Media ya lo largo del siglo XIX, la odontología no era una profesión en sí misma. Los tratamientos a menudo eran realizados por barberos y monjes. Los barberos, en China y Francia, se dividían en dos grupos diferenciados: el Gremio de Barberos y los barberos simples, para separar a los barberos-cirujanos más educados y cualificados, formados para hacer frente a operaciones complejas, de los otros barberos, que se ocupaban de los servicios de higiene habituales, como el afeitado, la extracción de dientes y el drenaje de los abscesos

### Edad Moderna
Sin embargo, en el siglo XV, Francia prohibió oficialmente a los barberos la práctica de la cirugía. En Alemania y Francia, en un período de 1530 a 1575, se crearon las primeras publicaciones íntegramente dedicadas a la odontología. Ambroise Paré, a menudo recordado como el padre de la cirugía, fue de los primeros en publicar tratados sobre el correcto tratamiento quirúrgico de las patologías dentales. Paré fue un barbero-cirujano francés, y fue cirujano real de varios monarcas de la época. En el siglo XIV, Guy de Chauliac inventó el pelícano dental. parecido al pico de un pelícano, utilizado para realizar extracciones dentales. El pelícano fue sustituido posteriormente por la clave dental. que, a su vez, fue sustituida por unos alicates modernos en el siglo XX. El primer libro dedicado exclusivamente a la odontología fue l. Artzney Buchlein en 1530, mientras que el primer texto escrito en inglés fue llamado Operator for the Teeth, de Charles Allen en 1685. La odontología moderna sólo empezó a desarrollarse entre 1650 y 1800. Su autoría se atribuye de hecho al cirujano francés Pierre Fauchard. A pesar de las limitaciones del instrumental quirúrgico entre finales del siglo XVII y principios del XVIII, Fauchard consiguió, con gran habilidad e inventiva, crear instrumentos dentales particulares, modificando a menudo las herramientas utilizadas por relojeros, joyeros e incluso barberos, utilizando los. con éxito en sus terapias. También introdujo los empastes como tratamiento conservador para la caries dental y afirmó que los ácidos derivados de la glucosa, como el ácido tartárico, eran responsables de las lesiones de caries. Fauchard también fue el pionero de las prótesis dentales e ideó varios métodos para sustituir a los dientes que faltaban. Sugirió que los elementos de sustitución podrían realizarse a partir de bloques cortados d. marfil o de hueso. También introdujo los aparatos de ortodoncia, inicialmente d. oro, y descubrió que la posición de los dientes se podía corregir haciendo que las arcadas dentales tomaran la forma de alambre metálico. Normalmente se utilizaban cordones de seda encerado para asegurar las encuadernaciones. Su contribución al mundo de las ciencias odontoestomatológicas consiste principalmente en la publicación, en 1728, de su Le Chirurgien Dentiste. El texto, en francés, incluía temas como la anatomía y las funciones orales básicas, la creación de prótesis y diversas técnicas quirúrgicas y de restauración, dando a la odontología una identidad precisa dentro de la cirugía.
Después de Fauchard, el estudio de la odontología creció rápidamente. Dos libros importantes, Natural History of Human Teeth (1771) y Practical Treatise on the Diseases of the Teeth (1778), fueron publicados por el cirujano británico John Hunter. Primero planteó la hipótesis de la posibilidad de trasplantar dientes de una persona a otra. Se dio cuenta de que las posibilidades de un trasplante de dientes aumentarían si el diente del donante fuera lo más fresco posible y su tamaño adecuado para el sitio receptor. Aunque los dientes nunca se unieron correctamente con el periodoncio de los receptores, uno de los pacientes de Hunter afirmó que tres de los dientes trasplantados duraron seis años. Claude Mouton describió en 1746 la fabricación de una corona con una aguja de oro para unirse a la raíz de un diente. También recomendó cubrir el oro con un esmalte para un mejor resultado estético. En 1764 James Rae dio las primeras conferencias sobre los dientes en el Royal College of Surgeon d. Edimburgo. William Addis creó el primer cepillo de dientes moderno en 1780. En 1790, John Greenwood, el dentista de George Washington, creó el primer motor dental accionado por pedales para impulsar la rotación de un taladro. El mismo año, Josiah Flagg, un dentista estadounidense, construyó la primera silla específicamente para los pacientes dentales.

### Edad Contemporánea
En una silla de madera tipo Windsor, Flagg combinó un reposacabezas ajustable y un brazo accesorio con estante para colocar los instrumentos. Samuel Stockton comenzó la construcción y comercialización de dientes de porcelana en 1825. Su SS White Dental Manufacturing Company dominó el mercado dental a lo largo del siglo XIX. James Snell diseñó la primera silla dental reclinable en 1831. En 1839 nació el American Journal of Dental Science, la primera revista científica odontoestomatológica del mundo. Charles Goodyear ideó el proceso de vulcanización para endurecer el caucho en 1839, dando lugar a la vulcanita, un material excelente para prótesis removibles. En 1843 se publicó el primer número del British Dental Journal. En 1844 Horace Wells, un dentista de Connecticut, descubrió que el óxido nítrico podía utilizarse como anestésico para realizar una serie de extracciones dentales en su consulta privada. En 1845 siguió una demostración pública del uso del anestésico, que más tarde se consideró un fracaso, ya que el paciente llamó durante la operación. En 1846 otro dentista (y un estudiante de Gales ), William Green Morton, hizo una demostración pública del uso del éter dietílico como anestésico en cirugía, más tarde sustituido por la cocaína en 1884, y por la procaína en 1901, para finalmente llegar a los anestésicos locales modernos. Los años 1855 y 1864, respectivamente, se concibieron las primeras restauraciones de oro. y la toma de goma. para aislar los elementos dentales del resto de la cavidad bucal. En 1890 Willoughby D. Miller, un dentista estadounidense, describió las bases microbiológicas de la caries dental en su libro titulado Micro-Organisms of the Human Mouth. Esto generó un interés considerable por la higiene bucal e inició un movimiento mundial para promover el uso del cepillo de dientes y el hilo dental en la higiene bucal diaria. En 1895 Wilhelm Conrad Röntgen, un científico alemán, descubrió los rayos X. y, al año siguiente, Charles Edmund Kells, un dentista de Nueva Orleans, realizó la primera radiografía dental a una persona viva. El mismo año, Greene Vardiman Black formuló los principios de la preparación de la cavidad con fines de obturación, publicando su famoso trabajo en dos volúmenes en 1908: Operative Dentistry.
En 1899 Edward Angle clasificó las diversas formas de maloclusión y fundó la primera escuela de. ortodoncia del mundo en Saint Louis. En 1913 Alfred C. Fones estableció la Clínica Fones para higienistas dentales en Connecticut, la primera escuela para higienistas dentales. La mayoría de las 27 mujeres graduadas estaban empleadas para limpiar los dientes de los niños en las escuelas. Esto dio lugar a una reducción notable de las cavidades dentales en los niños y dio mayor impulso al movimiento del higienista dental. Durante la Primera Guerra Mundial, dentistas como Charles Auguste Valadier y Varaztad Kazanijan trabajaron en el frente occidental para tratar las heridas de bala de la cara y las mandíbulas, creando las bases para la traumatología oro-maxilofacial moderna y el desarrollo de la cirugía plástica facial reconstructiva. En 1937, Alvin Strock inserta el primer implante dental de caracol hecho de Vitallium, una aleación metálica desarrollada años antes por Charles Venable, un cirujano ortopédico. La primera pasta de dientes con flúor se comercializó en la década de 1950. En la década siguiente se desarrollaron los primeros protocolos quirúrgicos que implicaban el uso del láser en tejidos blandos. En el mismo período, se puso en el mercado el primer cepillo de dientes eléctrico, desarrollado en Suiza después de la Segunda Guerra Mundial. El modelo inalámbrico recargable se introdujo en 1961..Rafael Bowen desarrolló Bis-GMA (bis-feno-glicidilo-metil-metacrilato) en 1962, un monómero resinos en la base de los materiales de relleno estéticos actuales: los compuestos. En la década de 1980, el doctor sueco Per-Ingvar Brånemark presentó a la comunidad científica los resultados de 20 años de investigación experimental y clínica sobre la osteointegración de implantes de titanio en la mandíbula, asentando las bases de la implantología moderna.. En 1989 se comercializó el primer producto para blanquear los dientes en casa. En 1997, la FDA aprobó el uso clínico del láser Er:YAG, el primer láser que se podía utilizar en el tratamiento de la caries dental..

## En el mundo
En los países anglosajones el dentista se define como un odontólogo y, a nivel oral, realiza la historia clínica y diagnostica trastornos o enfermedades; propone y realiza intervenciones y tratamientos terapéuticos y prescribe los medicamentos necesarios. Algunos procedimientos de cirugía oral sólo pueden ser responsabilidad del dentista o cirujano maxilofacial.
Para ejercer la profesión es necesario completar un ciclo específico de estudios, cuya duración varía en función de la legislación vigente en los distintos estados del mundo. Además, en algunos países es obligatorio superar un examen estatal para obtener el título para ejercer la profesión. Un dentista puede ejercer dentro del sistema nacional de salud, en el sector privado o como oficial de las fuerzas armadas.